# Dub Clash
Dub Clash è il quinto album di Alborosie, pubblicato nel 2010, interamente basato sul Dub. Trae spunto ed ispirazione da King Tubby, maestro della musica Dub.Tra le canzoni, troviamo "No Cocaine","Kingston Town",Global War","Real Story" e "I Can't Stand It" in chiave Dub.

## Tracce
1. Tribute to the King
2. Marcus Dub
3. Dubbing Kingston
4. Cocaine & Dub
5. Minstrel Song
6. Augustus Legacy
7. Selassie I Son
8. Can't Stand Dub
9. Dub In Baltimore
10. Send Dem Come Dub
11. Loudness Is My Drug
12. Global Dub
13. Real Dub Story
14. Space Echo Malfunction
15. Dubbing In Love
16. Double Bubble